# Nakano Takeko
En aquest nom japonès, el cognom és Nakano.
Nakano Takeko (中野 竹子; Edo, 1847 – Aizu, 10 d'octubre de 1868) va ser una onna bugeisha (女武芸者, dona samurai) del domini d'Aizu (会津藩, Aizu–han), que va lluitar i morir en la guerra Boshin, durant la batalla d'Aizu ( 会津戦争) en 1868.

## Biografia

### La seva infància
Nascuda a Edo, Nakano Takeko era la filla de Nakano Heinai, un samurai i oficial d'Aizu, i de Nakano Kōko, filla d'Oinuma Kínai, un samurai al servei del domini de Toda d'Ashikaga. Tenia una germana menor, Nakano Yūko, nascuda el 1852. Ella era bonica, ben educada i provenia d'una família samurai molt poderosa.
Entre 1853 i 1863, va rebre una àmplia formació en arts marcials, arts literàries i cal·ligrafia, i va ser adoptada pel seu propi mestre, Akaoka Daisuke. Ella ensenyava a estudiants més joves que ella, igual que la seva germana, al mateix temps que freqüentava l'escola. Li encantava llegir les moltes històries de dones guerreres, generals i emperadrius japoneses, però la llegenda de Tomoe Gozen li va impactar profundament.
La seva certificació (menkyo) va ser en Hasso-Shoken, una branca de la major tradició Itto-ryu. Amb aquest reconeixement oficial de les seves capacitats, va trobar l'ocupació en la finca d'Itakura, senyor de Niwase, un domini secundari en l'actual prefectura d'Okayama. Va ensenyar a l'esposa del senyor i va servir com la seva secretària. Va deixar aquest càrrec en 1863, quan va ser adoptada pel seu mestre, que havia estat traslladat a Osaka per un treball en el domini d'Aizu i havia desplegat forces a Kyoto per a tasques de seguretat. Ell va intentar casar-la amb el seu nebot, però com la nació va ser sacsejada per disturbis socials, ella es va negar i es va reunir amb la seva família a Edo.
Després de treballar amb el seu pare adoptiu com a instructora d'arts marcials a la dècada dels 60 del segle xviii, Nakano va anar a la regió d'Aizu per primera vegada, al febrer de 1868. Durant els mesos de primavera i estiu va ensenyar la naginata.

### La guerra civil

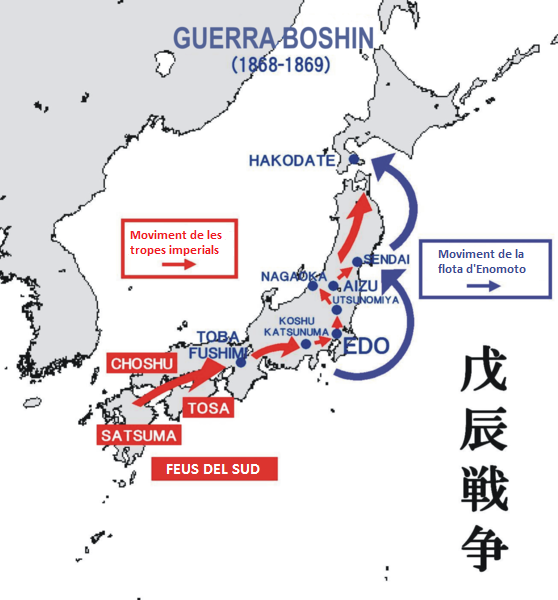
Mapa de la campanya de la guerra Boshin (1868-1869). Els dominis del sud com Satsuma, Chōshū i Tosa (en vermell) es van unir per derrotar les forces del shogunat a Toba-Fushimi, i així anar controlant progressivament la resta del Japó fins a acabar a l'illa de Hokkaidō, al nord

La seva figura marcial queda lligada a la Guerra Boshin (戊辰 戦 争, Boshin Sensō, La guerra de l'any del drac) (1868-1869), any en què va participar en actes de guerra en una guerra civil de dues faccions oposades: els més fidels partidaris del shogunat Tokugawa i els partidaris de la restauració emperador Meiji, el resultat de la qual, en favor d'aquest últim, portarien a l'Imperi japonès en l'època del seu desenvolupament a finals del segle XIX.
Durant el conflicte, Nakano Takeko es va esforçar per defensar el shōgun Tokugawa Yoshinobu, i va participar en la batalla d'Aizu, on es va distingir lluitant amb armes blanques, empunyant una naginata (una arma d'asta japonesa).
En l'enfrontament amb les forces imperials aclaparadores, estava al capdavant d'una unitat ad hoc de dones guerreres (formada per Hirata Kochō i la seva germana menor Hirata Yoshi; Yoda Kikuko i la seva mare o germana Yoda Mariko; Yamamoto Yaeko; Okamura Sakiko i la seva germana gran Okamura Makiko; la concubina Watashi; Jinbo Yukiko; les alumnes del «Mona naginata dojo» Mona Rieko, Saigō Tomiko i Nagai Sadako; la germana menor d'Hara Gorō; Kawahara Asako; Koike Chiyoku), incloent a la seva mare i la seva germana. Totes elles van entrar en la batalla de forma autònoma i independent, ja que els antics funcionaris d'Aizu no les van permetre lluitar, oficialment, com a part de l'exèrcit. A continuació, se li va donar aquesta unitat, amb caràcter retroactiu, el nom de Jōshitai (娘子 隊, Exèrcit de les dones).

### La seva mort
Durant la defensa del pont Yanagi, en la zona de Nishibata, va llançar una càrrega amb armes blanques contra les armes de foc de les tropes de l'Exèrcit Imperial Japonès del domini d'Ōgaki, comandats per un Shaguma (赤熊). Quan els adversaris es van adonar, amb sorpresa, que era dones, van rebre l'ordre d'aturar immediatament el foc per no matar-les. Aquesta vacil·lació va permetre a les guerreres de acostar-se als enemics i atacar-los amb armes blanques; van poder matar a varis abans de la represa del foc. L'enemic estava impressionat per la fúria letal de les dones d'Aizu. La mateixa Nakano Takeko va matar uns quants soldats amb la naginata abans de sucumbir, mortalment ferida al pit per un tret de rifle que va ser fatal per a ella.
Abans que l'enemic pogués agafar el seu cadàver per tallar-li el cap per utilitzar-lo com un trofeu de guerra, la seva germana Yūko la va decapitar per evitar-ho i per donar-li una honrosa sepultura. Hirata Kochō, la germana adoptiva més jove que havia estudiat la cal·ligrafia i la naginata com a filla adoptiva de Daisuke, va ser salvada de la batalla per Jinbo Yukiko i, en ser la comandant adjunta, va assumir el comandament de les tropes per defensar el castell de Wakamatsu després de la mort de Nakano, mentre que Yamamoto Yaeko es va convertir en la comandant adjunta.
Després de la batalla, la seva germana va portar el cap de Nakano Takeko al temple Hōkai de la seva família (la moderna Aizubange, a la prefectura de Fukushima), i va ser enterrat amb honor pel sacerdot sota d'un pi. La seva nagitana va ser donada al temple.

## Memòria

Epígraf del cenotafi erigit prop del lloc d'enterrament del seu cap

El temple de Hōkai va construir un cenotafi en el seu honor en lloc d'enterrament del seu cap. Dewa Shigetō, almirall de l'Armada imperial Japonesa i natural d'Aizu, va estar involucrat en la construcció del monument.

Reconstrucció de les guerreres del Joshigun. Festival d'Aizu, 22 de setembre de 2006

La memòria col·lectiva i històrica de la seva figura, les seves obres i els seus combats, es manté viva i, fins i tot, es transmet a través de demostracions i recreacions històriques, com ara les que es duen a terme al setembre de cada any durant el Festival de Tardor d'Aizu. En aquesta ocasió, un grup de noies joves vestides de forma tradicional, amb hakama (袴) i amb el cap envoltat d'una cinta de color blanc, participen en una desfilada en què cada any es busca l'aspecte marcial de Nakano i la seva unitat de dones guerreres del Joshigun (女子 軍, Exèrcit femení), evocant i commemorant la seva figura i els seus actes de guerra.
En 1871, la seva germana Yūko es va casar amb Seiichiro Gamo (1844-1879), un ex-samurai d'Aizu, i junts, després d'un exili a les terres de Tonami, es van assentar a Hakodate.
El seu pare va morir el 13 de setembre de 1878, als 68 anys, i la seva tomba està al cementiri de Myohoji, al costat de Baba-honcho d'Aizuwakamatsu. De la seva mare, nascuda el 1824, no se sap el que li va passar.
La seva germana adoptiva Kochō, es va casar amb Toda Emon, un ex-samurais d'Aizu que es va convertir en un oficial de policia de la prefectura de Yamagata. Va morir al districte d'Asakusa de Tòquio el 6 d'octubre de 1885, als 35 anys, i la seva tomba es troba en Chomeji, al barri de Daito de Tòquio.
La força real de la dona guerrera d'Aizu es reflecteix en la seva senzillesa, com va escriure Takeko en el seu poema de mort amb l'enemic a les portes, per donar aquests moments una impressió de bellesa, i així deixar un missatge final si moria en batalla: 
| «               | no m'atreviria a considerar-me / membre del cercle dels guerrers més grans i famosos / encara que comparteixi amb tots ells / el mateix valor. | » |
| — Nakano Takeko | |   |

## Documental
- Samurai Warrior Queens (2015), en IMDb (anglès)
- Las reinas guerreras samurais (2015) (castellà)